# Амагер
Амагер (дан. Amager) је данско острво у мореузу Оресунд између Данске и Шведске. Престоница Данске Копенхаген се делом налази на острву, као и градски аеродром. Већи део града се налази на суседном острву Селанд. Селанд и Амагор су повезани преко пет мостова. 
Површина острва је 96,29 км². Почетком 2010. на острву је живело 171.210 становника. 
Од 1521. острво је служило за узгој поврћа за дански двор. Копенхаген је почео да се шири на острво од касног 19. века. Ове области су укључене у градско подручје 1902. У време Другог светског рата, острво је знатно проширено изградњом бране и исушивањем мора. 